# Ireshani Rajasinghe
Ireshani Rajasinghe (* 29. Mai 1994 in Colombo) ist eine sri-lankische Hürdenläuferin, die sich auf die 100-Meter-Distanz spezialisiert hat.

## Sportliche Laufbahn
Erste internationale Erfahrungen sammelte Ireshani Ranasinghe bei den Südasienspielen 2016 in Guwahati, bei denen sie in 14,37 s die Bronzemedaille hinter den beiden Inderinnen Gayathri Govindaraj und Sajitha KV. Drei Jahre später gewann sie bei den Südasienspielen in Kathmandu in 14,18 s erneut die Bronzemedaille, diesmal hinter ihrer Landsfrau Lakshika Sugandhi und Aparna Roy aus Indien.
2015 und 2016 wurde Rajasinghe sri-lankische Meisterin im 100-Meter-Hürdenlauf.

## Persönliche Bestleistungen
- 100 m Hürden: 13,95 s (−2,2 m/s), 27. Mai 2018 in Colombo